# Родник церкви Сурб Хач
Родник Сурб Хач — родник в Ростове-на-Дону, памятник истории и культуры федерального значения. Входит в Мемориальный комплекс «Сурб Хач» — старейший памятник архитектуры города, построенный в XVIII веке.
Располагается в Северном жилом массиве, Ворошиловском районе Ростова-на-Дону. Ранее на этом месте располагалось армянское поселение Мясникован.
Родник с каптажной надстройкой выделены в отдельный объект охраны культурного наследия народов России как памятник истории федерального значения постановлением Совета Министров РСФСР "О дополнении и частичном изменении постановления Совета Министров РСФСР от 30 августа 1960 г. № 1327 «О дальнейшем улучшении дела охраны памятников культуры в РСФСР».

## Галерея

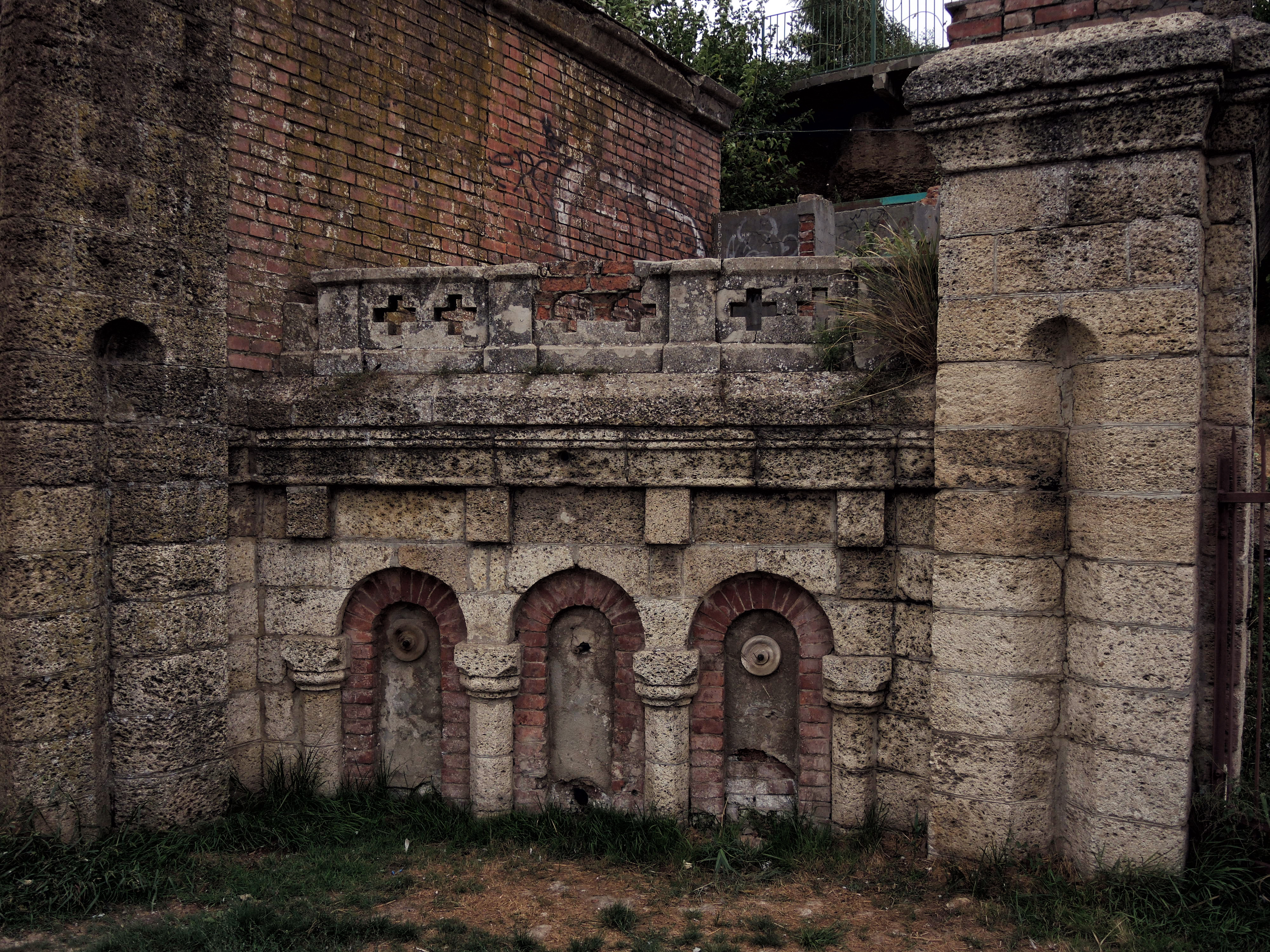
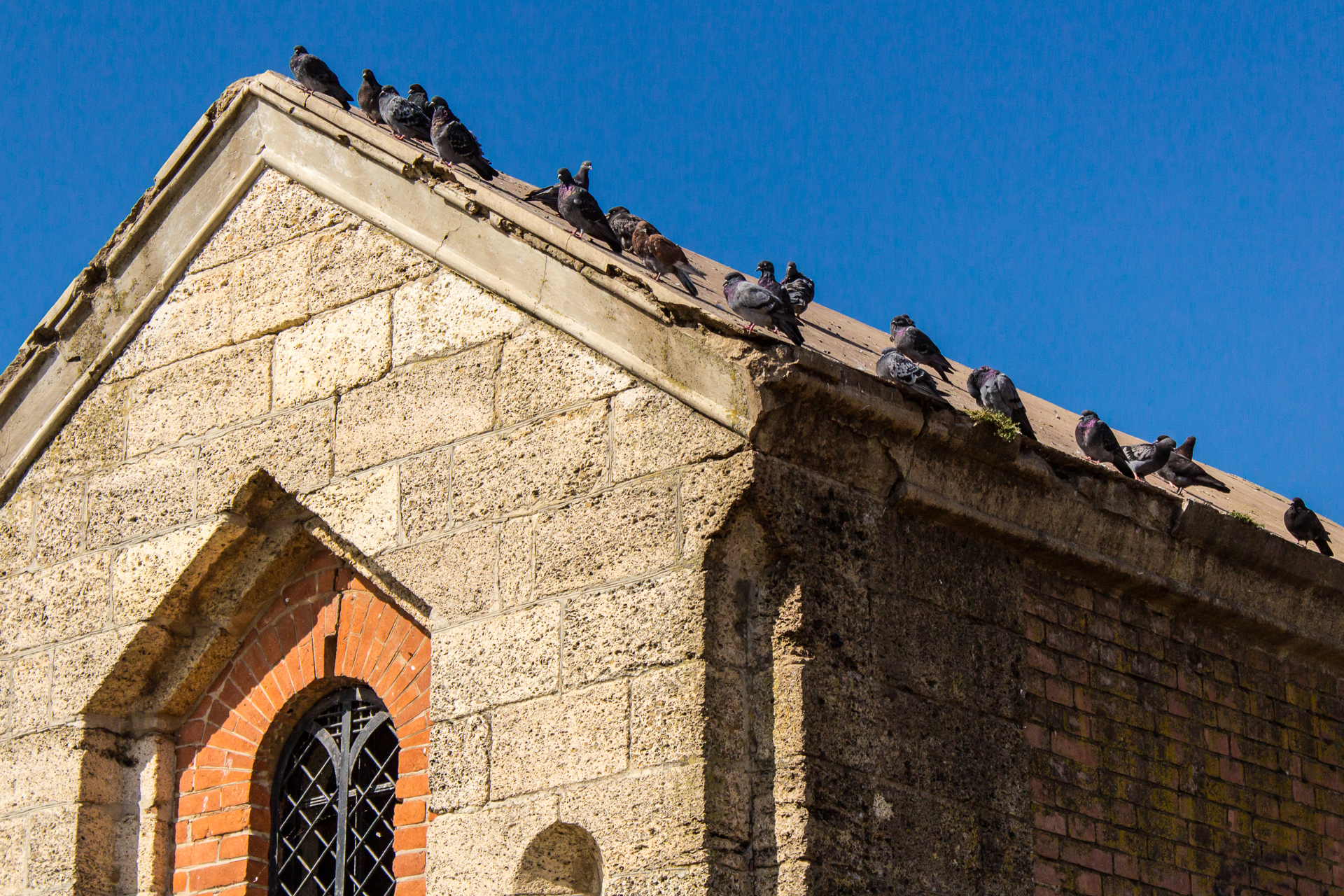
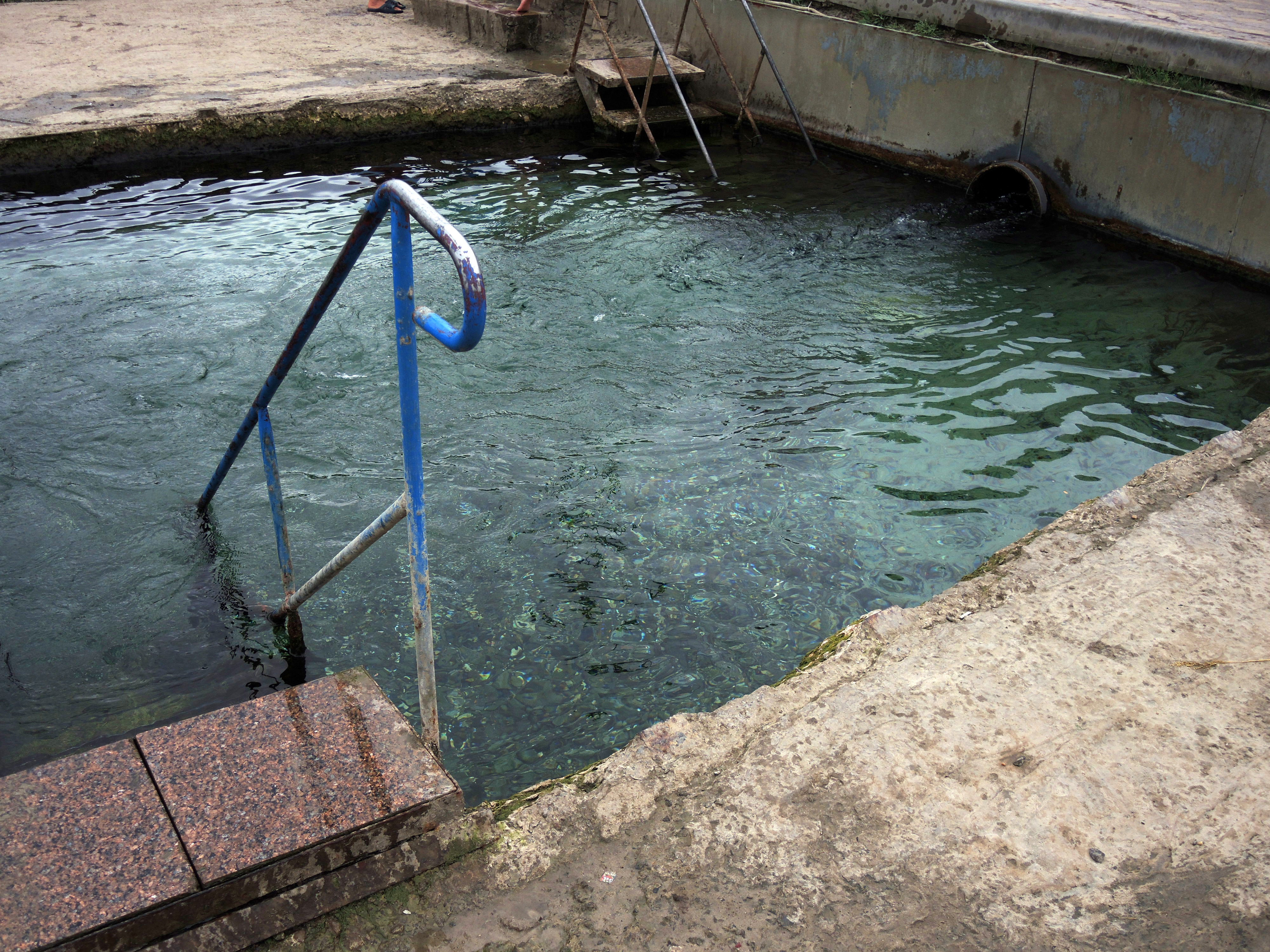
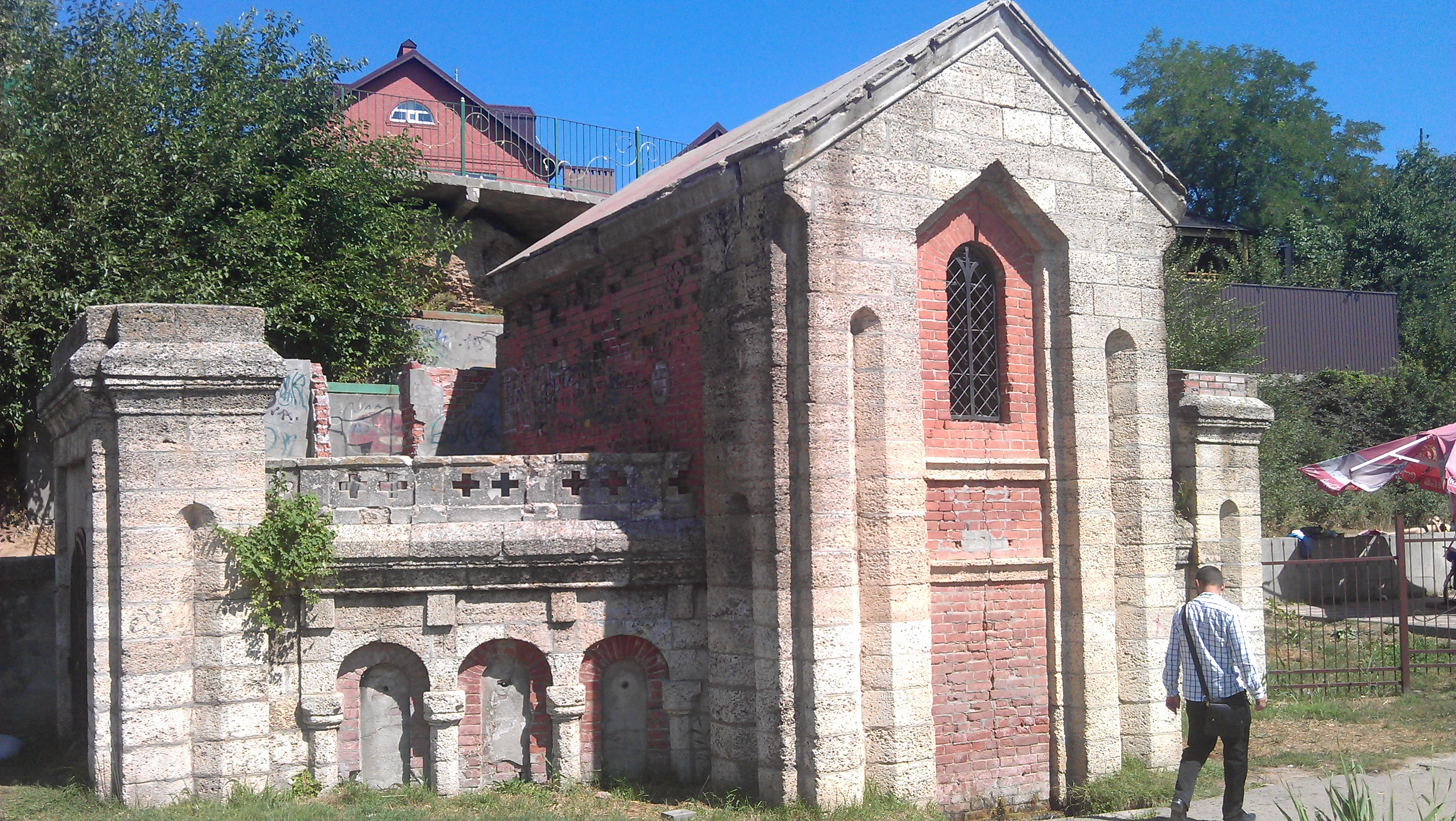